# 藤丸光一
藤丸光一（ふじまるこういち、1967年（昭和42年）2月17日 - ）は、福岡県福岡市出身の競艇選手。
登録番号3297。福岡支部所属。現福岡支部長。師匠は「オバケンターボ」こと小畑建策(2417)(引退)。九州産業大学中退。

## 来歴
- 初出走は1987年5月福岡競艇場。初優勝は1991年6月の常滑一般戦。2001年6月大村競艇祭(GII)優勝。
- 2008年6月10日多摩川競艇場で開催のGI「開設54周年記念ウェイキーカップ」で2連対率52.2パーセントを誇るエースモーター11号機を抽選で引き当てるも節間では1着を取ることが出来なかった。しかしなんとか優勝戦に5号艇にて進出。レースは1号艇の濱野谷憲吾に圧倒的人気が集まった。濱野谷が1マーク先制も、まくり差しから鋭く伸びた藤丸と2艇並走のまま迎えた2周1マークはコース優位に濱野谷が先手。ここで勝負ありかに見えたが、内から伸びた藤丸が先行する濱野谷を捉えて2周2マーク先マイし完全にトップに躍り出た藤丸が悲願のGI初優勝を飾った。
- 2009年には地元博多の笹川賞で念願のSG初優出、5月31日の優勝戦は4着（優勝は瓜生正義）。また、この年は賞金王シリーズでも優出したものの5着だった（優勝は井口佳典）。
- 2010年5月1日、福岡競艇場での「どんたく特選レース」で通算1500勝を達成。

## 人物・エピソード
- 当初はサラリーマンだったが、営業で外回りの途中に信号待ちしていたところ、たまたま競艇選手募集の広告が目に入り受験。競艇選手の道に入る。「あの時に信号待ちがなかったら競艇選手になってなかったかも」と述懐している。
- 福岡競艇場での強さから八尋信夫、松田雅文に継いで「博多ん大将」の渾名で呼ばれる。
- 以前から「他のG1は要らないけど、福岡のG1タイトルは欲しい。」と公言しているほど福岡に愛着を持っている。多摩川の記念を勝った後もその思いは変わらないどころか年々強くなっているとインタビューで語っている。
- 2006年の福岡GI開設53周年記念では選手代表を務めつつも優勝戦に進出。優出者インタビューでは「選手全員事故のないように最高のレースをします。」と選手代表らしいコメントをしたがなんと自らフライングをしてしまう。その返還額は1億円を超え翌日の地元一般紙の記事にもなってしまった。
- デビュー時は体重が42kgしかなかった(藤丸がデビュー当時は最低体重制限がなかった。現在は体重52kg以上の制限がある。)が、現在は48〜50kgをキープしている。
- 妻は同じく競艇選手の藤田美代(3551)。
- 同期には、上瀧和則・川崎智幸・烏野賢太・濱村芳宏・倉谷和信など強豪揃いである。

## 獲得タイトル

### GI
- 2008年　6月10日 開設54周年記念 ウエイキーカップ （多摩川競艇場）